# 페라리 488
페라리 488(영어: Ferrari 488)은 페라리에서 생산했던 2도어 스포츠카이다.

## 사양

### 엔진
488 GTB는 페라리 F154 V8 엔진 제품군의 3,902 cc (3.9 L; 238.1 cu in) (실린더 당 488cc)전체 알루미늄 합금 드라이 섬프 장치로 구동된다. IHI/허니웰에서 공급하는 2개의 병렬 볼 베어링 트윈 스크롤 터보차저와 2개의 공랭식 인터쿨러로 터보차저가 적용된 터빈 휠은 제트 엔진에 자주 사용되는 저밀도 TiAl 합금으로 만들어져 관성을 줄이고 내부의 고온에 저항한다. 엔진은 8,000rpm에서 670PS(493kW, 661hp)의 출력을 생성하고 3,000rpm에서 760N·m(561lb·ft)의 토크를 생성한다.그 결과 리터당 126.3 kW (171.7 PS; 169.4 hp)의 특정 출력과 리터당 194.8 N·m (144 lb·ft)의 특정 토크 출력이 생성되며, 두 가지 모두 페라리 자동차의 기록이다.

### 변속기
488에 탑재된 유일한 변속기는 458에 사용된 기어박스를 기반으로 Getrag에서 페라리용으로 제조한 7단 듀얼 클러치 자동 기어박스이다.
| 단수  | 1단   | 2단   | 3단   | 4단   | 5단   | 6단   | 7단   | 역순  |
| ----- | ----- | ----- | ----- | ----- | ----- | ----- | ----- | ----- |
| 비율  | 3.334 | 2.285 | 1.728 | 1.369 | 1.115 | 0.875 | 0.642 | 2.979 |
| 출처: |       |       |       |       |       |       |       |       |

### 핸들링
최적의 작동 온도를 달성하는 데 필요한 시간을 줄이는 새로운 재료로 구성된 라페라리에 사용된 기술에서 변형된 개선된 탄소-세라믹 브레이크가 488에 사용되고 있다. 디스크 크기는 전면 398mm, 후면 360mm이며 이러한 발전은 458에 비해 정지 거리를 9% 줄인 것으로 보고되고 있다.
새로운 5-스포크 알로이 휠은 488을 위해 설계되었으며 앞과 뒤에서 각각 51cm(20인치)이고 전륜은 245/35이고 후륜은 305/30이다.

### 성능
488 GTB에 대한 제조업체의 성능은 3.0초에0–100 km/h (0–62 mph), 8.3초에 0–200km / h (0–124mph)이며 10.45 초에 1/4 마일을 커버하고 있으며, 최고속도는 330 km/h (205 mph)이다. (아우토반에서 347km/h까지 나갔다.)

## 변형 차종

### 페라리 488 스파이더
페라리 488의 컨버터블 모델이고, 2015년 9월 프랑크푸르트 모터쇼에서 데뷔하였다.

### 페라리 488 피스타
2018년 3월 6일, 페라리는 제네바 모터쇼에서 488 피스타를 공개하였다. 최고속도는 353km/h이고 720 PS (530 kW; 710 hp)이며, 제로백은 2.9초, 제로이백은 7.6초이다. (실제 측정결과 제로백은 무려 2.26초 제로이백은 6.94초가 나왔다)

### 페라리 488 피스타 스파이더
페라리 488 피스타의 컨버터블 모델이다. 488 피스타와 동일한 출력을 생성하는 동일한 엔진을 유지하므로 페라리에 따르면 쿠페와 동일한 성능을 제공하지만 1,380 kg (3,042 lb)의 감소된 중량을 자랑하여 최초의 양산형 페라리의 로드카가 되었다.

## 원-오프 에디션

### 페라리 J50
페라리 재팬 설립 50주년을 기념하여 한정 생산된 차종이며,생산댓수는 총 10대이다.

### SP38 데보라
SP38 데보라는 고객의 특별한 요청에 따라 제작된 원-오프 스페셜 모델로, 페라리 488을 기반으로 하며 동일한 기계 구성 요소를 갖추고 있다.

## 모터스포츠

### 페라리 488 GTE
페라리 488을 베이스로 제작되었으며, 1월 30일부터 31일까지 르망 24시에서 열린 2016년 WeatherTech 스포츠카 챔피언십의 1라운드에서 경쟁 데뷔를 한 레이스 카 모델이다.

### 페라리 488 GT3

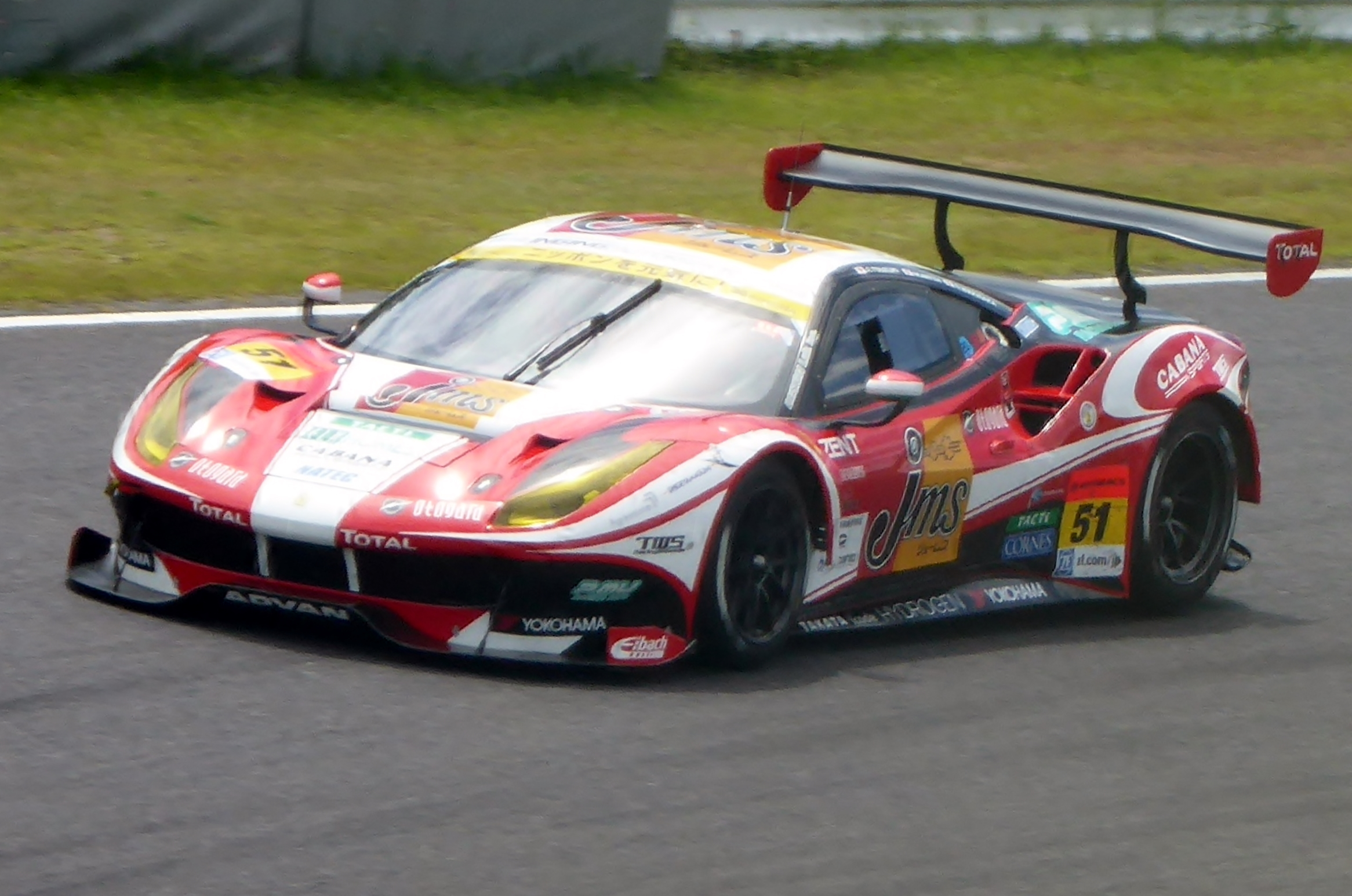
페라리 488 GT3

페라리 488 GT3는 3월 17일 멜버른 알베르 파크 서킷(Albert Park Circuit)에서 열린 2016 호주 GT 챔피언십 라운드 2에서 세계 대회에 데뷔하였다. 이탈리아의 드라이버인 안드레라 모터미니와 덴마크 드라이버인 벤리 시몬센은 호주 팀인 Vicious Rumor Racing을 위해 차를 공유하였다. 라운드를 구성한 4개의 레이스에서 안드레라 모토미니는 레이스 1에서 5위, 레이스 3에서 14위를, 알란 시몬센은 레이스 2에서 2위와 4번째이자 마지막 레이스에서 6위를 차지하였다.

## 비디오 게임에서의 등장
- 포르자 호라이즌 4
- 아스팔트 8: 에어본 - 488 피스타, 488 챌린지 에보
- 아스팔트 9: 레전드 - 488 챌린지 에보, 488 GTB, J50
- 아스팔트 스트리트 스톰 레이싱 - 488 GTB

## 같이 보기
- 람보르기니 우라칸